# Arzler Bach
Der Arzler Bach ist ein linker Zufluss des Inns in Innsbruck, am Fuße der Nordkette des Karwendels. 

## Lauf
Der Bach wird ab der Katastralgrenze der Innsbrucker Stadtteile Arzl und Mühlau erfasst (Name auch Arzler Gießen).
Er läuft dann ab südlich das Arzler Kalvarienbergs weitgehend vollständig kanalisiert parallel zum Inn ostwärts, entlang der B171 (Tiroler, Innsbrucker, oder Haller Straße), durch Neurum und an Loretto bei Thaur vorbei (Name des Laufs hier auch Rumer Augiesen).
Zuletzt durchquert er (als Haller Giessen) die Haller Altstadt und mündet bei der Unteren Lend –  direkt neben dem Weißenbach – bei km 286 in den Inn.
Das Einzugsgebiet – es wird nur nördlich des Laufs angegeben, südlich liegt direkter Einzug des Inns – beträgt etwa 26 km².

## Geschichte und Verbauung
Der Arzler Bach dürfte ursprünglich ein kleines Gerinne gewesen sein, das sich vom Mittelgebirge beim heutigen Olympischen Dorf in die seinerzeitige Haller Au, ein Feuchtgebiet des Inn unterhalb von Innsbruck, ergoss. Der Ort Arzl, im Kalk der Nordkette und den glazialen Terrassen des Mittelgebirgs gelegen, hatte von alters her etliche kleinere, aber wenig ergiebige Quellen. Schon im Hochmittelalter zapfte man den reichlich wasserführenden Mühlauer Bach aus der Arzler Reise an, und leitete ihn zum Betrieb von Mühlen (Arcelmülin 1288, das heutige Mühlau) und bis in die Rumer Mure um.
Ab dem 16. Jahrhundert diente der Mühlauer Bach auch zur Versorgung der Stadt Innsbruck selbst. Parallel  – Erzherzog Ferdinand II. verlegte 1585–89 die Landstraße, die früher über die Dörfer des Mittelgebirgs geführt hatte, die heutige B171, an den Inn – wurde die Haller Au drainiert und kanalisiert (Haupt Canal, Loretto Canal), 
und der Stadt Hall zugeleitet, die bisher mit dem Wasser des Amtsbachs, einer Nebenleitung des Weißenbachs über Absam, ihr Ausfinden haben musste. Dieser Hauptkanal ist der heutige Arzler Bach, daran erinnern auch noch die Namen Rumer Augiesen und Haller Giessen für die Unterläufe der in die Au mündenden Bäche, die mitgefasst wurden.